# Yi Li Keng
Yi Li Keng (o Yi-Li Keng) ( 1898 - 1975), fue un botánico chino, especializado en la tribu de las tritíceas. En la Universidad George Washington de Washington D. C. se conserva su tesis doctoral, de 1933, The Grasses of China (Las gramíneas de China). Fue profesor de botánica en la Universidad de Nankín, y autor de obras importantes en el campo de la flora, escritas sola o conjuntamente con su hijo y también botánico, Pai Chieh Keng.

## Honores

### Eponimia
Especie botánica
- (Poaceae) Kengyilia (su nombre latinizado) C.Yen & J.L.Yang[1]. Sus colecciones se conservan en el herbario del jardín botánico de Nankín.[2]

## Obras
- Oxytenanthera felix, a new species of bamboo from Yunan, China, art. en Journal of the Washington Academy of Sciences vol. 30, 10 (1940) p. 425-426
- Yi-Li Keng, Pai-Chieh Keng New bamboos from Szechwan Province, China 1946
- Yi-Li Keng, Baijie Geng Zhongguo zhong zi zhi wu fen ke jian suo biao Shanghái: Chungkuo ke xue tu su yi qi gong si, 1948
- Yili Geng Yili, Bojie Geng Zhongguo Zhongzi Zhiwu Fenke Jiansuobiao 1950
- Zhongguo Zhuyao Heben Zhiwu Shuzong Jiansuobiao 1957
- Claves Generum et Specierum Graminearum Primarum Sinicarum Appendice Nomeniclatione Systematica Beijing, 1957. En chino, índice de plantas en latín. 2ª ed.: Shanghái, Scientific Books Publishers, 1958
- Zhongguo zhu yao zhi wu tu shuo: he ben ke = Flora illustralis Plantarum Primarum Sinicarum. Gramineae Beijing: Academia Sinica Press, 1959 (2ª ed. 1965)
- Yi-Li Keng, Baijie Geng Zhongguo zhong zi zhi wu fen ke jian suo biao Beijing, Ke xue zhu ban she, 1958, 1964. En chino, índice de plantas en latín

- La abreviatura «Keng» se emplea para indicar a Yi Li Keng como autoridad en la descripción y clasificación científica de los vegetales.[3]